# This Sporting Life
This Sporting Life (Jogador Profissional (título em Portugal) , Brasil: O Pranto de Um Ídolo ) é um filme britânico de 1963, do gênero drama, dirigido por Lindsay Anderson e estrelado por Richard Harris e Rachel Roberts.

## Produção
Depois de tornar-se um dos grandes nomes do movimento Cinema Livre, na década de 1950, com documentários como Every Day Except Xmas, Lindsay Anderson rodou This Sporting Life, seu primeiro longa-metragem e uma das principais conquistas da chamada New Wave Britânica, movimento aparentado com o Angry Young Men e, estilística e tematicamente, irmão da Nouvelle Vague.
Ambientado na zona industrial do norte da Inglaterra, o filme foi lançado no auge da popularidade crítica dos dramas sobre a classe trabalhadora e transformou Anderson em diretor de primeira linha na Grã-Bretanha. This Sporting Life permanece como um dos poucos filmes a retratar o lado sombrio da vida de atletas, neste caso atletas de rúgbi.
Além de Anderson, que atingiria o pico da carreira com If... (1969), o ator Richard Harris também beneficiou-se da repercussão do filme. Sua atuação, de uma força emocional rara em filmes britânicos, deu-lhe uma indicação ao Oscar e valeu-lhe o estrelato. Para o historiador Ken Wlaschin, este é o primeiro de seus dez melhores trabalhos no cinema.

## Sinopse
Estamos na zona carvoeira do Norte da Inglaterra. Frank Machin, minerador ambicioso e brutal, não tem dificuldades em tornar-se o maior jogador da equipe de rúgbi dirigida por seu chefe, Gerald Weaver. Ele vive na casa da viúva Margaret Hammond, que perdeu o marido nas minas. Inicialmente, ela repele os avanços de Frank, mas quando o aceita a relação se sustenta apenas no sexo. Após a separação, resta a Frank e seus companheiros continuar a serem explorados pelos patrões.

## Principais premiações
| Patrocinador                                            | Prêmio                                          | Categoria | Situação                   |
| ------------------------------------------------------- | ----------------------------------------------- | --- | -------------------------- |
| Academia de Artes e Ciências Cinematográficas           | Oscar                                           | Melhor Ator (Richard Harris) Melhor Atriz (Rachel Roberts)                                                             | Indicado                   |
| British Academy of Film and Television Arts             | BAFTA Award                                     | Melhor Filme Melhor Filme Britânico Melhor Ator (Richard Harris) Melhor Atriz (Rachel Roberts) Melhor Roteiro Adaptado | Indicado Vencedor Indicado |
| Associação de Correspondentes Estrangeiros de Hollywood | Golden Globe                                    | Melhor Atriz em Filme Dramático (Rachel Roberts)                                                                       | Vencedor                   |
| New York Film Critics Circle Awards                     | NYFCC                                           | Melhor Ator (Richard Harris)                                                                                           | Terceiro Lugar             |
| National Board of Review                                | NBR Award                                       | Dez Melhores Filmes de 1963                                                                                            | Escolhido                  |
| Festival de Cannes                                      | Palma de Ouro Prêmio de Interpretação Masculina | Melhor Filme Melhor Ator (Richard Harris)                                                                              | Selecionado Vencedor       |

## Elenco
| Ator/Atriz        | Personagem          |
| ----------------- | ------------------- |
| Richard Harris    | Frank Machin        |
| Rachel Roberts    | Margaret Hammond    |
| Alan Badel        | Gerald Weaver       |
| William Hartnell  | Dad Johnson         |
| Colin Blakely     | Maurice Braithwaite |
| Vanda Godsell     | Anne Weaver         |
| Anne Cunningham   | Judith              |
| Jack Watson       | Len Miller          |
| Arthur Lowe       | Charles Slomer      |
| Harry Markham     | Wade                |
| George Sewell     | Jeff                |
| Leonard Rossiter  | Phillips            |
| Katherine Parr    | Senhora Farrer      |
| Bernadette Benson | Lynda Hammond       |
| Andrew Nolan      | Ian Hammond         |